# Коње (Долина Аосте)
Коње (итал. Cogne) је насеље у Италији у округу Долина Аосте, региону Долина Аосте.
Према процени из 2011. у насељу је живело 767 становника. Насеље се налази на надморској висини од 1559 м.

## Становништво
| 1931. | 1936. | 1951. | 1961. | 1971. | 1981. | 1991. | 2001. | 2011. |
| ----- | ----- | ----- | ----- | ----- | ----- | ----- | ----- | ----- |
| 1.599 | 1.791 | 1.772 | 1.856 | 1.687 | 1.486 | 1.440 | 1.467 | 1.453 |